# Olympische Sommerspiele 1972/Rudern – Einer
Der Ruder-Einer der Männer bei den Olympischen Sommerspielen 1972 wurde vom 27. August bis 2. September auf der Regattastrecke Oberschleißheim ausgetragen.

## Ergebnisse

### Viertelfinale
Der Sieger eines jeden Laufes qualifizierte sich für das Halbfinale. Alle weiteren Athleten mussten in den Hoffnungslauf.

#### Viertelfinale 1
| Rang | Athlet            | Nation         | Zeit (min) | Qualifikation für |
| ---- | ----------------- | -------------- | ---------- | ----------------- |
| 1    | Alberto Demiddi   | Argentinien    | 7:46,09    | Halbfinale        |
| 2    | Udo Hild          | BR Deutschland | 7:48,12    | Hoffnungslauf     |
| 3    | Melchior Bürgin   | Schweiz        | 8:00,20    | Hoffnungslauf     |
| 4    | Janis Rodmanis    | Chile          | 8:23,38    | Hoffnungslauf     |
| 5    | James Butterfield | Bermuda        | 8:29,20    | Hoffnungslauf     |
| 6    | Guillermo Spamer  | Mexiko         | 8:38,63    | Hoffnungslauf     |

#### Viertelfinale 2
| Rang | Athlet                 | Nation             | Zeit (min) | Qualifikation für |
| ---- | ---------------------- | ------------------ | ---------- | ----------------- |
| 1    | Juri Malyschew         | Sowjetunion        | 7:42,67    | Halbfinale        |
| 2    | Wolfgang Güldenpfennig | DDR                | 7:46,31    | Hoffnungslauf     |
| 3    | Seán Drea              | Irland             | 7:47,64    | Hoffnungslauf     |
| 4    | James Dietz            | Vereinigte Staaten | 7:57,85    | Hoffnungslauf     |
| 5    | Jaroslav Hellebrand    | Tschechoslowakei   | 7:58,15    | Hoffnungslauf     |
| 6    | Lennart Bälter         | Schweden           | 8:12,92    | Hoffnungslauf     |

#### Viertelfinale 3
| Rang | Athlet           | Nation         | Zeit (min) | Qualifikation für |
| ---- | ---------------- | -------------- | ---------- | ----------------- |
| 1    | Jordan Waltschew | Bulgarien      | 7:50,29    | Halbfinale        |
| 2    | Murray Watkinson | Neuseeland     | 7:51,29    | Hoffnungslauf     |
| 3    | Kenny Dwan       | Großbritannien | 7:57,49    | Hoffnungslauf     |
| 4    | Kim Børgesen     | Dänemark       | 7:58,94    | Hoffnungslauf     |
| 5    | Hideo Okamoto    | Japan          | 8:20,82    | Hoffnungslauf     |
| 6    | José Margues     | Portugal       | 8:39,73    | Hoffnungslauf     |

### Hoffnungslauf
Die drei besten Ruderer eines jeden Laufes qualifizierten sich für das Halbfinale.

#### Hoffnungslauf 1
| Rang | Athlet            | Nation         | Zeit (min) | Qualifikation für |
| ---- | ----------------- | -------------- | ---------- | ----------------- |
| 1    | Udo Hild          | BR Deutschland | 7:48,11    | Halbfinale        |
| 2    | Seán Drea         | Irland         | 7:50,27    | Halbfinale        |
| 3    | Kim Børgesen      | Dänemark       | 7:56,66    | Halbfinale        |
| 4    | Lennart Bälter    | Schweden       | 8:11,07    |                   |
| 5    | James Butterfield | Bermuda        | 8:26,16    |                   |

#### Hoffnungslauf 2
| Rang | Athlet                 | Nation           | Zeit (min) | Qualifikation für |
| ---- | ---------------------- | ---------------- | ---------- | ----------------- |
| 1    | Wolfgang Güldenpfennig | DDR              | 8:05,19    | Halbfinale        |
| 2    | Kenny Dwan             | Großbritannien   | 8:10,32    | Halbfinale        |
| 3    | Jaroslav Hellebrand    | Tschechoslowakei | 8:19,28    | Halbfinale        |
| 4    | Janis Rodmanis         | Chile            | 8:29,66    |                   |
| 5    | José Margues           | Portugal         | 8:54,27    |                   |

#### Hoffnungslauf 3
| Rang | Athlet           | Nation             | Zeit (min) | Qualifikation für |
| ---- | ---------------- | ------------------ | ---------- | ----------------- |
| 1    | James Dietz      | Vereinigte Staaten | 7:59,13    | Halbfinale        |
| 2    | Melchior Bürgin  | Schweiz            | 8:04,81    | Halbfinale        |
| 3    | Murray Watkinson | Neuseeland         | 8:11,51    | Halbfinale        |
| 4    | Hideo Okamoto    | Japan              | 8:27,36    |                   |
| 5    | Guillermo Spamer | Mexiko             | 8:40,76    |                   |

### Halbfinale
Die drei besten jedes Laufes qualifizierten sich für das A-Finale, die restlichen Athleten starteten im B-Finale.

#### Halbfinale 1
| Rang | Athlet                 | Nation           | Zeit (min) | Qualifikation für |
| ---- | ---------------------- | ---------------- | ---------- | ----------------- |
| 1    | Alberto Demiddi        | Argentinien      | 8:10,01    | A-Finale          |
| 2    | Wolfgang Güldenpfennig | DDR              | 8:16,35    | A-Finale          |
| 3    | Melchior Bürgin        | Schweiz          | 8:16,95    | A-Finale          |
| 4    | Jordan Waltschew       | Bulgarien        | 8:17,64    | B-Finale          |
| 5    | Seán Drea              | Irland           | 8:27,70    | B-Finale          |
| 6    | Jaroslav Hellebrand    | Tschechoslowakei | 8:44,60    | B-Finale          |

#### Halbfinale 2
| Rang | Athlet           | Nation             | Zeit (min) | Qualifikation für |
| ---- | ---------------- | ------------------ | ---------- | ----------------- |
| 1    | Juri Malyschew   | Sowjetunion        | 8:13,49    | A-Finale          |
| 2    | James Dietz      | Vereinigte Staaten | 8:21,54    | A-Finale          |
| 3    | Udo Hild         | BR Deutschland     | 8:26,37    | A-Finale          |
| 4    | Kim Børgesen     | Dänemark           | 8:27,93    | B-Finale          |
| 5    | Murray Watkinson | Neuseeland         | 8:30,88    | B-Finale          |
| 6    | Kenny Dwan       | Großbritannien     | 8:38,62    | B-Finale          |

### Finale

#### B-Finale
| Rang | Athlet              | Nation           | Zeit (min) |
| ---- | ------------------- | ---------------- | ---------- |
| 7    | Seán Drea           | Irland           | 7:55,33    |
| 8    | Jordan Waltschew    | Bulgarien        | 7:59,55    |
| 9    | Kenny Dwan          | Großbritannien   | 8:00,38    |
| 10   | Murray Watkinson    | Neuseeland       | 8:05,42    |
| 11   | Kim Børgesen        | Dänemark         | 8:09,04    |
| 12   | Jaroslav Hellebrand | Tschechoslowakei | 8:11,04    |

#### A-Finale
| Rang | Athlet                 | Nation             | Zeit (min) |
| ---- | ---------------------- | ------------------ | ---------- |
| 1    | Juri Malyschew         | Sowjetunion        | 7:10,12    |
| 2    | Alberto Demiddi        | Argentinien        | 7:11,53    |
| 3    | Wolfgang Güldenpfennig | DDR                | 7:14,45    |
| 4    | Udo Hild               | BR Deutschland     | 7:20,81    |
| 5    | James Dietz            | Vereinigte Staaten | 7:24,81    |
| 6    | Melchior Bürgin        | Schweiz            | 7:31,99    |